# Santo Antônio da Alegria
Santo Antônio da Alegria is een gemeente in de Braziliaanse deelstaat São Paulo. De gemeente telt 6.346 inwoners (schatting 2009).

## Aangrenzende gemeenten
De gemeente grenst aan Altinópolis, Cajuru, Cássia dos Coqueiros, Itamogi (MG), Monte Santo de Minas (MG) en São Sebastião do Paraíso (MG).